# François-Joseph Talma

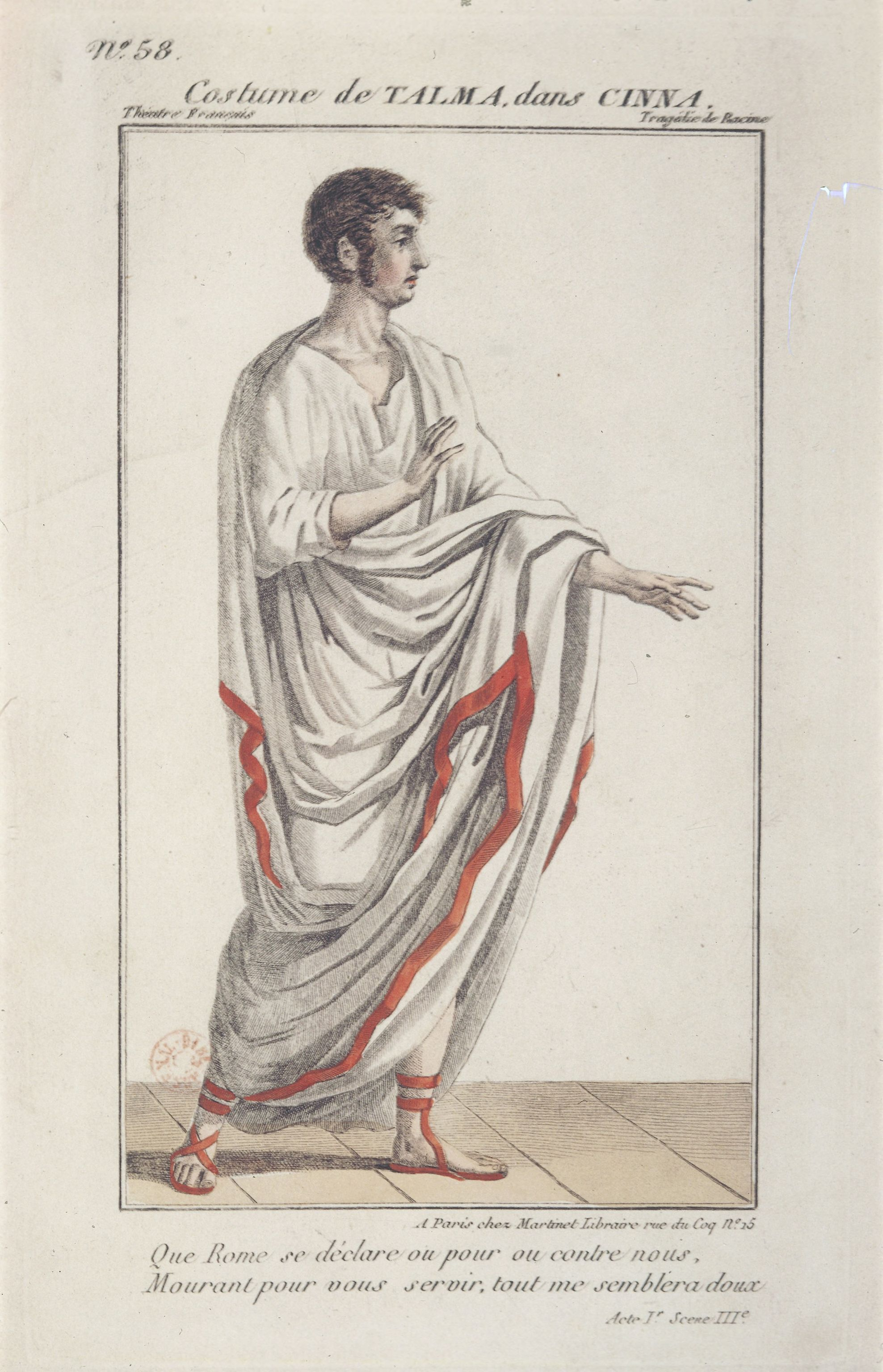
François-Joseph Talma

François-Joseph Talma (París, 1763 - 1826). Fou l'actor dramàtic francès més rellevant del seu temps. Debutà a la Comédie-Française l'any 1787. Interpretà els grans personatges shakespearians.